# Либеральные демократы (Великобритания)
Либеральные демократы (англ. Liberal Democrats, Партия либеральных демократов — ПЛД) — третья по популярности партия Великобритании. Создана в 1988 году путём слияния Либеральной партии и Социал-демократической партии (правый откол в 1981 году от лейбористов).

## История
В 1981 году в Лейбористской партии произошёл раскол, в результате которого часть правого крыла образовала свою партию, названную Социал-демократической. Новая партия не пользовалась широкой поддержкой в обществе и перед выборами 1983 года образовала коалицию с Либеральной партией, долгое время входившей в число двух крупнейших политических сил страны, но в первой половине XX века утратившей влияние. На первых для себя выборах альянс либералов и социал-демократов, возглавляемый Дэвидом Стилом и Роем Дженкинсом получил 7 780 949 голосов (25,4 %), завоевав 23 места в палате общин. На предыдущих выборах либералы смогли провести в парламент всего 11 депутатов. В Социал-демократическую партию в момент образования вступили 29 депутатов, в том числе один парламентарий-консерватор. В 1984 году союз ЛП-СДП принял участие в выборах в Европарламент, однако ему не удалось получить ни одного места, хотя коалиция и набрала 19 % голосов в Англии, Уэльсе и Шотландии. В результате выборов 1987 года альянс социал-демократов и либералов во главе с Д. Стилом и Дэвидом Оуэном получил меньше голосов (7 341 651 или 22,6 %), потеряв одно место в палате общин (22 мандата). В том же году председатель Либеральной партии Д. Стил предложил объединить две партии.
2 марта 1988 года Либеральная и Социал-демократическая партии объединились в Партию социальных и либеральных демократов; временным главой партии стал Роберт Макленнан. В июле 1988 года, путём почтового голосования, председателем Партии либеральных демократов был избран Пэдди Эшдаун.
В 1989 году партия была переименована в Партию либеральных демократов.
После объединения Партия либеральных демократов испытывала серьёзные финансовые затруднения, так как часть членов и Либеральной и Социал-демократической ушли в другие партии. Новой партии пришлось принять жёсткие меры по экономии денежных средств. На выборах в Европейский парламент 1989 года, партия получила 6 % голосов. Это был наихудший её результат. Рейтинг партии постоянно снижался и в 1989 году достиг крайней точки, тогда её поддерживали 1 % избирателей. Но постепенно меры по восстановлению популярности партии, предпринятые её руководством во главе с Пэдди Эшдауном, стали приносить плоды. Уже в 1990 году либеральные демократы выиграли на местных выборах в Истборне. Увеличение популярности Партии либеральных демократов, часто связывают с успешным проведением в 1992 году ежегодной партийной конференции в Блэкпуле. Свою роль в росте популярности либдемов сыграл и кризис в Консервативной партии.
На первых для себя национальных выборах в 1992 году Партия либеральных демократов выступила с манифестом получившим название «Изменим Британию к лучшему». На этих выборах за либеральных демократов проголосовали 17,8 % избирателей и они получили 20 мест в нижней палате парламента.
На национальных выборах 1997 года Партия либеральных демократов выступила в тесном сотрудничестве с Лейбористской партией. Также это сотрудничество называют «лейбористско-либеральным конкордатом». Обе партии в предвыборных программах выступали за пересмотр избирательной системы в Великобритании, деволюцию политической власти и реформирование Палаты лордов. Также между лейбористами и либеральными демократами было заключено соглашение об ослаблении совместной критики. Кроме того во время избирательной кампании, председатель Партии либеральных демократов предложил механизм тактического голосования. Суть его заключалась в том, что в некоторых округах избиратели Лейбористской партии отдавали бы голоса за кандидатов партии Либеральных демократов, что позволило бы не допустить победы консерваторов.
В преддверии парламентских выборов 1997 года либеральные демократы представили манифест, получивший название «Сделаем иначе». В результате за партию проголосовало 16,7 % избирателей и она удвоила представительство в парламенте по сравнению с выборами 1992 года, заняв 46 мест.
В 1999 году Пэдди Эшдаун ушёл в отставку. Новым председателем партии становится Чарльз Кеннеди. В это время позиции либеральных демократов и лейбористов по различным вопросам начинают существенным образом расходиться. В преддверии парламентских выборов 2001 года либеральные демократы представили манифест, получивший название «Свобода, правосудие, честность». На этих выборах за либеральных демократов проголосовали 18,3 % избирателей, что позводило им занять 52 места в парламенте.
В 2003 году либеральные демократы выступили с резкой критикой военных действий в Ираке.
В преддверии выборов 2005 года, либеральные демократы представили манифест, которой получил название «Реальная альтернатива». На этих выборах за либеральных демократов проголосовало 22 % избирателей, и они заняли 62 места в парламенте.
В 2006 году из-за проблем с алкоголем, Чарльз Кеннеди был вынужден уйти в отставку. Новым председателем Партии либеральных демократов стал Мензис Кэмпбелл, покинувший пост уже 15 октября 2007 года. Причиной отставки стали снижавшаяся популярность лидера партии и негативные публикации, появлявшиеся в прессе, относительно его возраста и управления партией. 18 декабря 2007 года председателем Партии либеральных демократов был избран Ник Клегг. Новый лидер заявил, что основными приоритетами для либеральных демократов являются: защита гражданских прав, деволюция политической власти, увеличение финансирования системы здравоохранения и образования, а также защита окружающей среды.
В преддверии парламентских выборов 2010 года впервые в истории Великобритании прошли теледебаты. На первых теледебатах, по итогам опросов общественного мнения, победил Ник Клегг. На вторых теледебатах, проходивших 20 апреля, Ник Клэгг уступил своему главному конкуренту, лидеру консерваторов Дэвиду Кэмерону 1 % голосов. Итоги выборов для либдемов оказались противоречивыми. Партии удалось получить 23,0 % голосов избирателей, что было больше чем в 2005 году, но в палате общин она заняла всего 57 мест, на 5 меньше чем ранее. Но так как по результатам выборов, ни одна партия не набрала абсолютного большинства (более половины) мест в Палате общин, у либдемов впервые в их истории появился шанс войти в состав правительства.
8 мая 2010 года, после встречи парламентариев-членов Либерально-демократической партии, было заявлено, что стратегия Ника Клегга на переговоры о коалиции в первую очередь с консерваторами, получила «полную поддержку» со стороны фракции. 12 мая 2010 года, впервые в послевоенной истории Британии, было сформировано коалиционное правительство; лидер Либеральных демократов Ник Клегг занял пост заместителя премьер-министра. Всего либдемы заняли 5 мест из 29 в Кабинете министров Дэвида Кэмерона.
4 сентября 2012 года Д. Кэмерон произвёл перестановки в правительстве, в результате которых либдемы получили 6 мест из 32.
Участие в правительственной коалиции с консерваторами и нарушение ими предвыборных обязательств (в частности, не повышать плату за высшее образование) отрицательно сказались на поддержке либеральных демократов. По итогам парламентских выборов 2015 года партия потеряла большую часть мест в Палате общин, и лидер партии Ник Клегг подал в отставку.
На выборах в июне 2017 года партия увеличила представительство в парламенте до 12 мест, но несмотря на это лидер партии Тим Фаррон объявил об уходе в отставку. По его словам, быть одновременно верующим христианином и лидером партии стало для него невозможным.

## Основные цели политики партии
В своём предвыборном манифесте 2010 года либеральные демократы выделили 4 приоритетных цели своей политики:
1. широкое снижение налогов, в частности за отмену подоходного налога для первых заработанных 10 000 фунтов;
2. увеличение числа рабочих мест;
3. улучшение качества школьного образования и увеличение финансирования школ;
4. ликвидация коррупции среди членов парламента, защита гражданских прав и пересмотр избирательной системы в Палату общин и Палату лордов.

Также либеральные демократы выступают за скорейшую стабилизацию экономики и за увеличение экономического роста, за защиту окружающей среды, развитие «зелёных» технологий в производстве, за борьбу с глобальным потеплением, за развитие общественного транспорта и усиления контроля за эмиграцией.

## Результаты на выборах
От Либеральной партии либеральные демократы унаследовали сильную электоральную базу в Уэльсе и Шотландии. В 2010 году политолог Крис Кук отметил, что надёжные места партии «не вписываются в очень однородную картину», включая как сельские округа, так и пригородных районы среднего класса и внутренних городских районов с небогатым населением. Ключевой особенностью избирательной стратегии партии было выдвижение на первый план местной политики с целью вовлечения людей в политические действия на местном уровне. Изучая данные опроса, Пол Уайтли и другие исследователи утверждали, что сила низового партийного активизма оказывала большое влияние на долю голосов, которую получали либеральные демократы.

### Парламентские выборы

Голоса и места либеральных демократов (1983—2024).

На выборах 1992 года либерал-демократы сменили Альянс СДП–Либералов в качестве третьей по популярности силы, после Лейбористской и Консервативной партий. Их популярность так и не достигла уровня, достигнутого Альянсом, но в последующие годы количество их мест значительно превысило достижения Альянса, что было приписано более разумному выбору округов. Процент голосов за Альянс в 1987 году и либерал-демократов в 2005 году был схожим, однако либерал-демократы получили 62 места против 22 у Альянса. Это произошло потому, что в 1987 году голоса Альянса были довольно равномерно распределены по всей стране, тогда как в 2005 году голоса Либеральных демократов были сконцентрированы в определённых областях, что позволило им выиграть почти в три раза больше парламентских мест, чем в 1987 году, несмотря на то, что они получили немного меньшую долю от общего числа голосов.
Избирательная система относительного большинства с одним победителем, принятая в Великобритании, не позволяла партии получить долю мест в Палате общин, которая соответствовала бы доле голосов, поданных за неё на выборах. Либеральные демократы и их предшественники, либералы и социал-демократы, пострадали от неё особенно сильно, особенно в 1980-х годах, когда их электоральная поддержка была наибольшей, а разрыв между голосами и числом мест в парламент, был значительно большим. Увеличение числа мест в 1997, 2001 и 2005 годах было приписано слабости консерваторов и успеху их стратега по выборам Криса Реннарда. Либеральные демократы заявляют, что хотят «трёхпартийной политики» в Палате общин; наиболее реалистичный шанс на власть с системой большинства для партии — стать «делателем королей» в подвешенном парламенте. Лидеры партии часто излагают свои условия для формирования коалиции в таком случае — Ник Клегг заявил в 2008 году, что политика на выборах 2010 года заключается в реформировании выборов, партий и парламента.
| Год  | Лидер          | Голоса    | Голоса | Мандаты   | Мандаты | Мандаты | Место | Правительство                                | Прим.  |
| Год  | Лидер          | Голоса    | %      | Голоса    | ±       | %       | Место | Правительство                                | Прим.  |
| ---- | -------------- | --------- | ------ | --------- | ------- | ------- | ----- | -------------------------------------------- | ------ |
| 1992 | Пэдди Эшдаун   | 5 999 606 | 17,8   | 20 из 650 | ▼2      | 3,1     | ▬ 3-е | Консерваторы                                 | [ 41 ] |
| 1997 | Пэдди Эшдаун   | 5 242 947 | 16,8   | 46 из 659 | ▲28     | 7,0     | ▬ 3-е | Лейбористы                                   | [ 42 ] |
| 2001 | Чарльз Кеннеди | 4 814 321 | 18,3   | 52 из 659 | ▲6      | 7,9     | ▬ 3-е | Лейбористы                                   | [ 43 ] |
| 2005 | Чарльз Кеннеди | 5 985 454 | 22,0   | 62 из 646 | ▲11     | 9,6     | ▬ 3-е | Лейбористы                                   | [ 44 ] |
| 2010 | Ник Клегг      | 6 836 248 | 23,0   | 57 из 650 | ▼5      | 8,8     | ▬ 3-е | Консерваторы–Либдемы                         | [ 45 ] |
| 2015 | Ник Клегг      | 2 415 862 | 7,9    | 8 из 650  | ▼49     | 1,2     | ▼ 4-е | Консерваторы                                 | [ 46 ] |
| 2017 | Тим Фаррон     | 2 371 861 | 7,4    | 12 из 650 | ▲4      | 1,8     | ▬ 4-е | Консервативное меньшинство при поддержке ДЮП | [ 47 ] |
| 2019 | Джо Суинсон    | 3 696 419 | 11,5   | 11 из 650 | ▼1      | 1,7     | ▬ 4-е | Консерваторы                                 | [ 48 ] |
| 2024 | Эд Дейви       | 3 519 143 | 12,2   | 72 из 650 | ▲61     | 11,1    | ▲ 3-е | Лейбористы                                   |        |

|  |

### Местные выборы
До 2008 года партия контролировала 29 советов, после выборов 2008 года уже 31 совет. На местных выборах 2008 года либдемы получили 25 % голосов, опередив лейбористов по голосам, но уступив им по количеству выбранных местных советников. Всё же успех на выборах позволил партии довести свою долю в местных советах до 21 % от общего числа советников. После этого для Либеральных демократов наступили плохзие времена. На местных выборах в мае 2011 года либдемы потерпели тяжёлые поражения в Мидлендсе и Северной Англии, собрав по всей стране всего 15 % голосов, также они неудачно выступила на выборах в Ассамблею Уэльса (потеряв около трети голосов) и Шотландский парламент (потеряв более половины голосов и мест). На местных выборах в мае 2012 года либдемы чуть улучшили свой результат, набрав 16 % голосов, но при этом потеряли более 300 мест в местных советах, в результате чего у них впервые в истории партии оказалось менее 3000 советников. На местных выборах 2013 года партия получила всего 14 % голосов и потеряла 124 советника. На местных выборах 2014 года за либдемов обдали свои голоса всего 13 % избирателей, лишившись более 300 мест в советах и контроля над двумя местными органами власти.
На местных выборах 2016 года число советников от либеральных демократов впервые увеличилось с тех пор, как они вошли в коалицию с консерваторами в 2010 году. Набрав 15 % голосов, партия увеличила своё представительство в местных советах на 45 мест. Несколько бывших депутатов, потерявших свои места в 2015 году, смогли вернуться в советы в 2016 году, включая бывшего депутата от Манчестера Уитингтона Джона Лича, который получил 53 % голосов в традиционно лейбористском округе. Победа Лича стала первым за шесть лет достижением для любой партии в Манчестере, кроме лейбористов, и впервые за два года лишила лейбористское большинства абсолютного доминирования в городском совете.
На выборах 2021 года BBC сообщила, что в 143 советах Англии партия получила 588 мест (увеличение на семь) и выиграла семь советов (увеличение на одно), удерживая Челтнем, Истли, Мол-Вэлли, Три-Риверс, Уотфорд и Винчестер и получив Сент-Олбанс. В Лондонской ассамблее либдемы получили два места, удвоив своё представительство. По состоянию на 24 января 2025 года партия насчитывает 3050 советника и имеет большинство в 38 советах, ещё 32 совета либдемы контролируют как ведушая партия коалиции.
В некоторых муниципалитетах кандидаты от либеральных демократов выступают под знаменем Liberal Democrat Focus Team (это одно из зарегистрированных описаний партии в избирательной комиссии), с целью представить себя в качестве низовых активистов, сосредоточенных на местных проблемах, а не только общенациональных.

### Выборы в парламент Шотландии

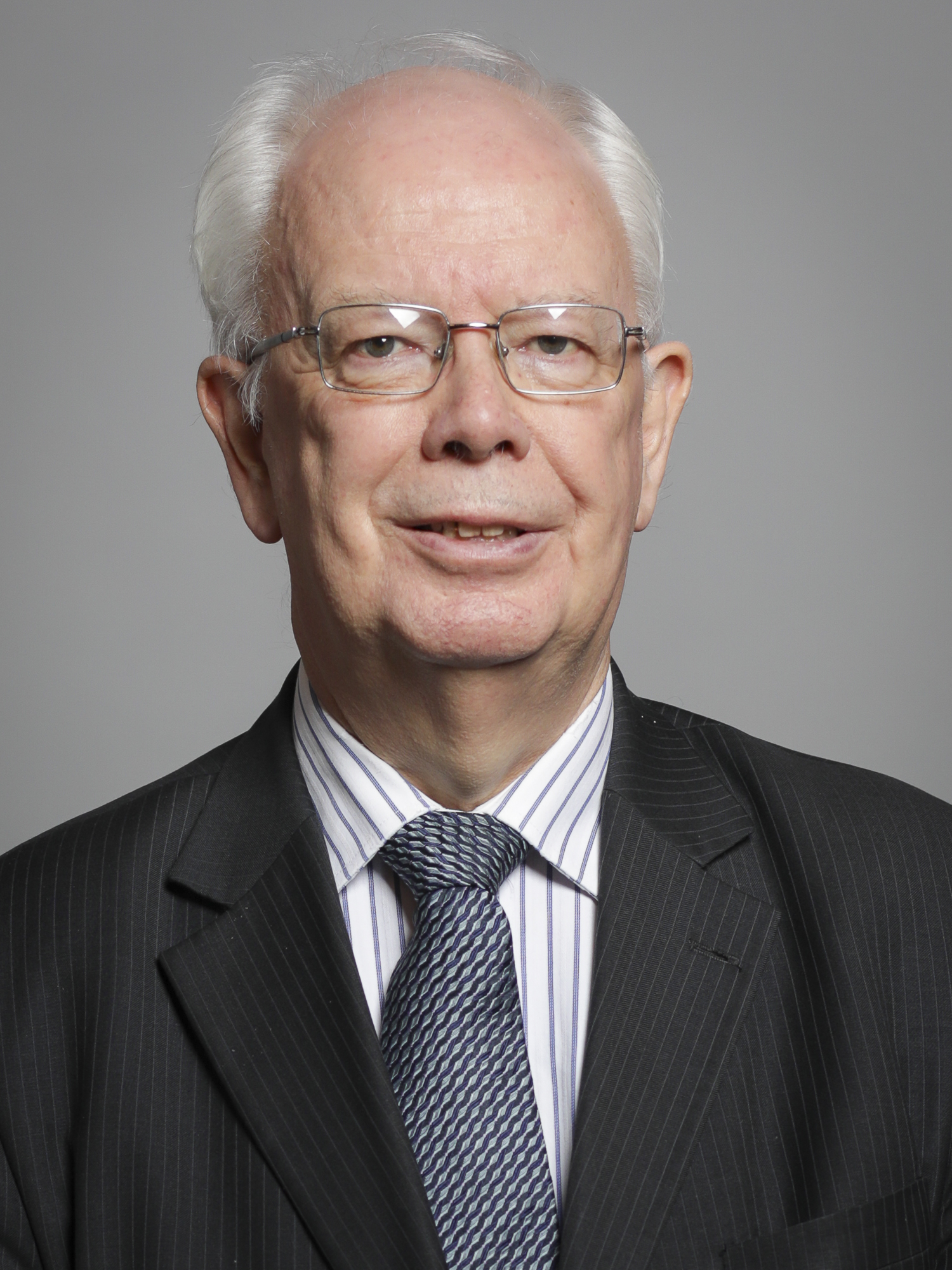
Джим Уоллес, глава ПЛД Шотландии с 1992 по 2005 год.

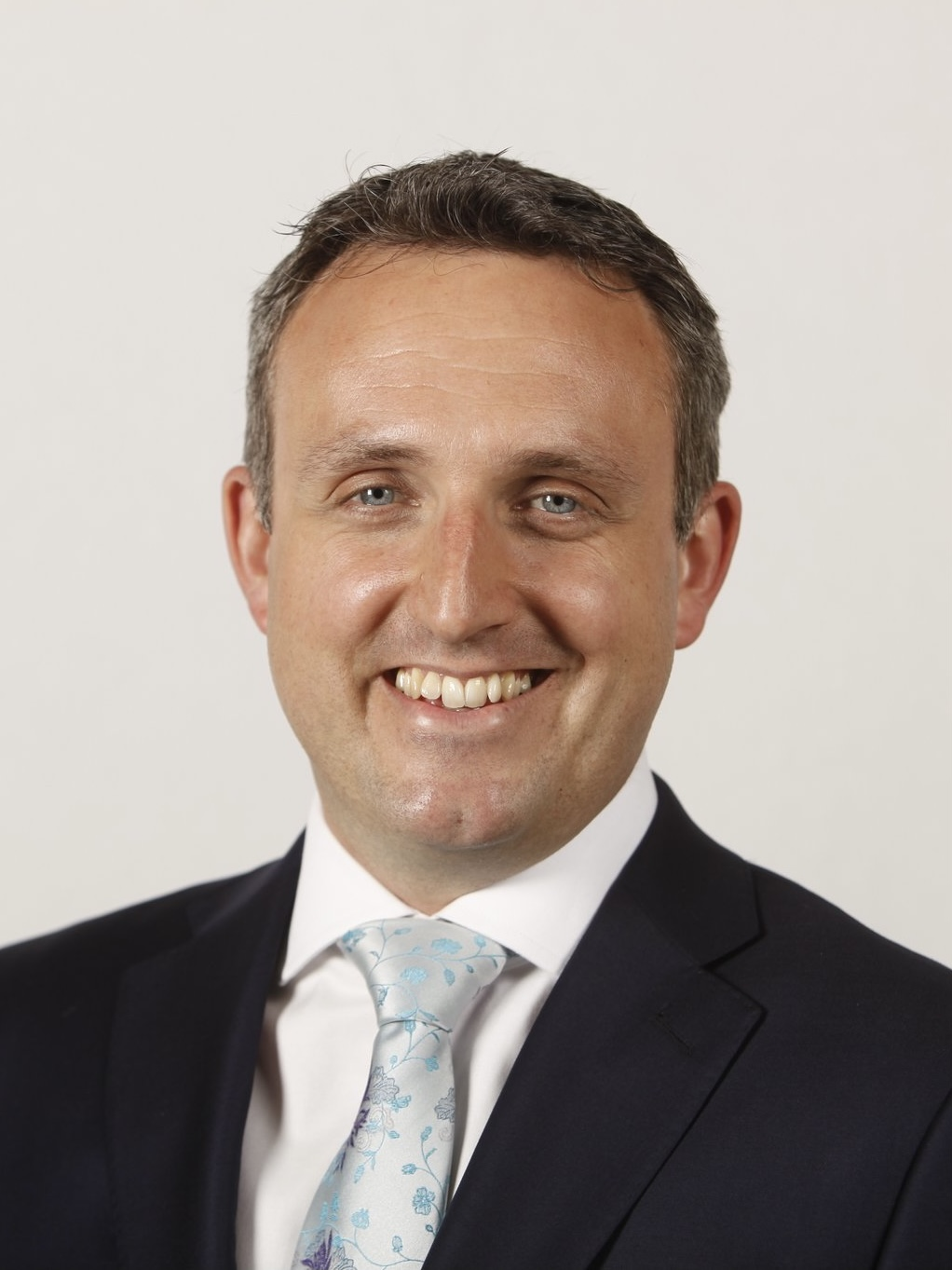
Коул-Хэмилтон, Алекс, глава ПЛД Шотландии с 2021 года.

Первые выборы в шотландский парламент состоялись в 1999 году и принесли шотландским либеральным демократам в общей сложности 17 мест из 129, что позволило им сформировать коалиционное правительство с шотландскими лейбористами. Лидер шотландских либдемов Джим Уоллес стал заместителем главы первого шотландского правительства и занимал эту должность до своей отставки с поста лидера партии в 2005 году. Также Уоллес недолгое время исполнял обязанности первого министра после смерти Дональда Дьюара в 2000 году и отставки Генри Маклиша в 2001 году.
На выборах 2003 года шотландские либеральные демократы снова выиграли 17 мест и во второй раз сформировали коалиционное правительство с шотландскими лейбористами. Никол Стивен был избран новым лидером партии в 2005 году после отставки Уоллеса. Он занимал должность заместителя первого министра в течение двух лет. Шотландские либдемы вышли из правительства в 2007 году, несмотря на то, что потеряли на выборах в шотландский парламент 2007 года всего одно место, так как Шотландская национальная партия по итогам голосования заняла первое место и как крупнейшая партия сформировала правительство меньшинства. В следующем 2008 году Никол Стивен ушёл с поста лидера партии.
Новым лидером партии в 2008 году был избран Тавиш Скотт, который ушёл в отставку после выборов в шотландский парламент 2011 года, по итогам которых шотландские либеральные демократы получили всего пяти мест. Скотт утверждал, что виной «катастрофических» результатов в Шотландии стало решение национальной ПЛД в 2010 году сформировать коалиционное правительство с Консервативной партией с его политикой жёсткой экономии. Уилли Ренни, который возглавил партию в 2011 году, также винил в провале непопулярность коалиции консерваторов и либдемов.
Две следующие кампании по выборам в шотландский парламент прошли под руководством Уилли Ренни и не принесли успеха шотландским либеральным демократам. На выборах 2016 года партия вновь завоевала пять мест, зато на выборах 2021 года шотландские либдемы показали свой худший результат в истории, получив всего 5 % голосов и четыре места, завоёванных в округах. Ренни ушёл с поста лидера и его сменил Алекс Коул-Хэмилтон.
| Год  | Округа  | Округа      | Округа    | Регионы | Регионы     | Регионы  | Суммарно  | Суммарно | Суммарно |
| Год  | Голоса  | %           | Мандаты   | Голоса  | %           | Мандаты  | Мандаты   | %        | Место    |
| ---- | ------- | ----------- | --------- | ------- | ----------- | -------- | --------- | -------- | -------- |
| 1999 | 333 179 | 14,2 (4-е)  | 12 (2-е)  | 290 760 | 12,4 (4-е)  | 5 (3-е)  | 17 из 129 | 13,2     | 4-е      |
| 2003 | 294 347 | ▲15,4 (4-е) | ▲13 (2-е) | 225 774 | ▼11,8 (4-е) | ▼4 (3-е) | 17 из 129 | ▬13,2    | ▬4-е     |
| 2007 | 326 232 | ▲16,2 (4-е) | ▼11 (3-е) | 230 651 | ▲11,3 (4-е) | ▲5 (4-е) | 16 из 129 | ▼12,6    | ▬4-е     |
| 2011 | 157 714 | ▼7,9 (4-е)  | ▼2 (4-е)  | 103 472 | ▼5,2 (4-е)  | ▼3 (4-е) | 5 из 129  | ▼3,9     | ▬4-е     |
| 2016 | 178 238 | ▼7,8 (4-е)  | ▲4 (3-е)  | 119 284 | ▬5,2 (5-е)  | ▼1 (5-е) | 5 из 129  | ▬3,9     | ▼5-е     |
| 2021 | 187 816 | ▼6,9 (4-е)  | ▬4 (4-е)  | 137 151 | ▼5,1 (5-е)  | ▼0 (5-е) | 4 из 129  | ▼3,1     | ▬5-е     |

### Выборы в парламент Уэльса

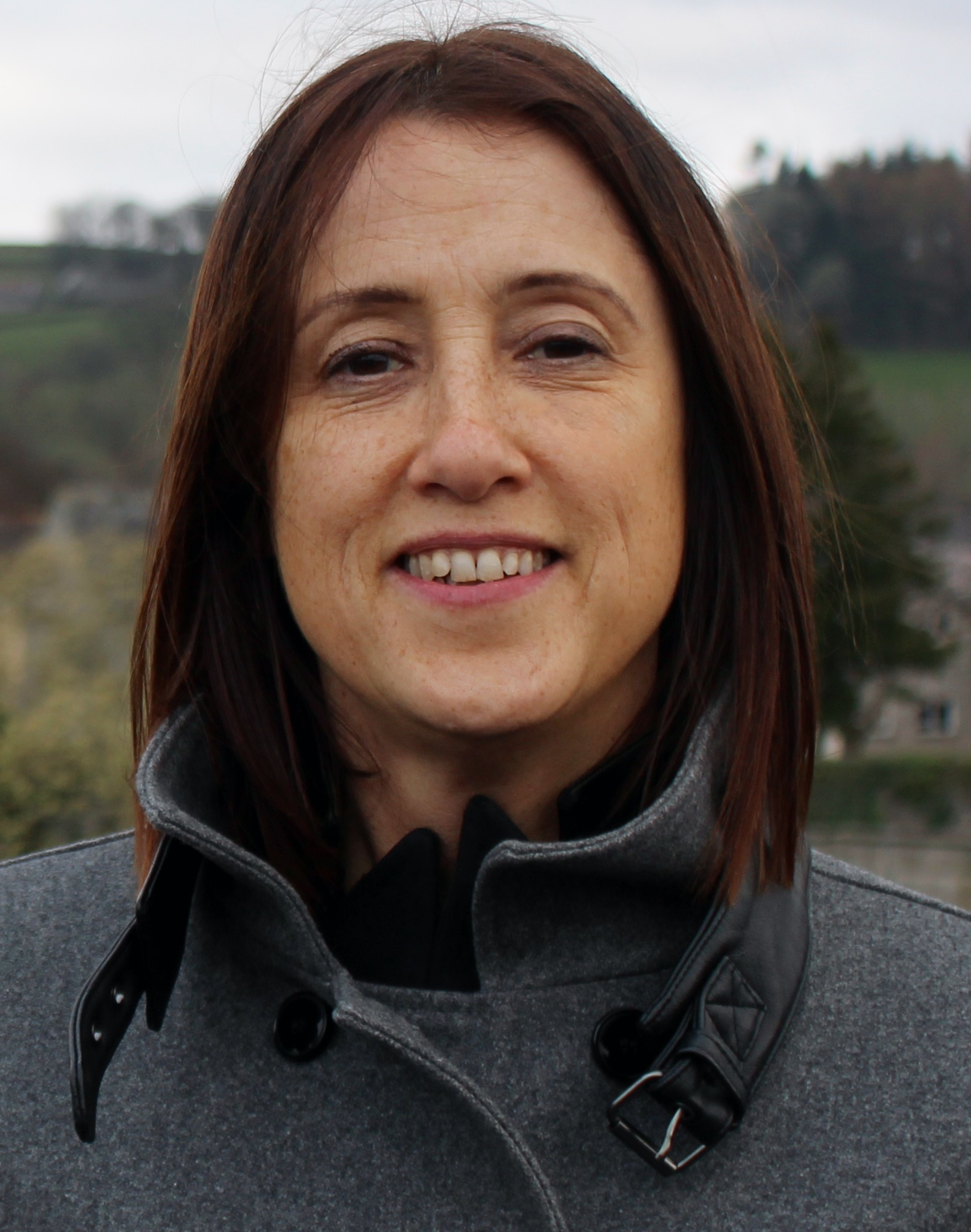
Доддс, Джейн возглавляет ПЛД Уэльса с ноября 2017 года.

Первые выборы в недавно созданную Национальную ассамблею Уэльса (теперь Сенедд) состоялись в мае 1999 года; валлийские либеральные демократы заняли шесть мест, а валлийские лейбористы получили относительное большинство, 28 мест из 60. В октябре 2000 года после серии голосований обе партии сформировали коалицию, а лидер либеральных демократов в ассамблее Майк Герман стал заместителем первого министра. Коалиция просуществовала до выборов 2003 года, когда лейбористы получили достаточно мест, чтобы сформировать правительство самостоятельно.
Трижды партия выигрывала в Ассамблее по шесть мест, а по итогам выборов 2011 года 5 мандатов, тем самым закрепив себя в качестве четвёртой партии в Уэльсе после лейбористов, консерваторов и Плайд Кимру, но в 2016 и 2021 годах получала всего одно место. В период с 2008 по 2016 год лидером валлийских либеральных демократов была Кирсти Уильямс, первая в истории Ассамблеи женщина-лидер партии. С 3 ноября 2017 года партию возглавляет Джейн Доддс.
| Год  | Округа  | Округа      | Округа   | Регионы | Регионы     | Регионы  | Суммарно | Суммарно | Суммарно |
| Год  | Голоса  | %           | Мандаты  | Голоса  | %           | Мандаты  | Мандаты  | %        | Место    |
| ---- | ------- | ----------- | -------- | ------- | ----------- | -------- | -------- | -------- | -------- |
| 1999 | 137 857 | 13,5 (4-е)  | 3 (3-е)  | 128 008 | 12,5 (4-е)  | 3 (3-е)  | 6 из 60  | 10,0     | 4-е      |
| 2003 | 120 250 | ▲14,1 (4-е) | ▬3 (2-е) | 108 013 | ▲12,7 (4-е) | ▬3 (3-е) | 6 из 60  | ▬10,0    | ▬4-е     |
| 2007 | 144 450 | ▲14,8 (4-е) | ▬3 (4-е) | 114 500 | ▼11,7 (4-е) | ▬3 (3-е) | 6 из 60  | ▬10,0    | ▬4-е     |
| 2011 | 100 259 | ▼10,6 (4-е) | ▼1 (4-е) | 76 349  | ▼8,0 (4-е)  | ▲4 (3-е) | 5 из 60  | ▼8,3     | ▬4-е     |
| 2016 | 78 165  | ▼7,7 (5-е)  | ▬1 (3-е) | 65 504  | ▼6,5 (5-е)  | ▼0 (5-е) | 1 из 60  | ▼1,7     | ▼5-е     |
| 2021 | 54 202  | ▼4,9 (4-е)  | ▼0 (4-е) | 48 217  | ▼4,3 (4-е)  | ▲1 (4-е) | 1 из 60  | ▬1,7     | ▲4-е     |

### Выборы в Европарламент

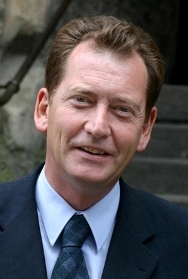
Грэм Уотсон, первый либдем избранныё в Европейский парламент и лидер Альянса либералов и демократов за Европу в 2000-х годах.

Будучи проевропейской партией, либеральные демократы, как правило, плохо выступали на выборах в Европейский парламент. Так, в 2004 году либдемы получили на местных выборах 29 % голосов (второе место после консерваторов) и всего 14,9 % на одновременных выборах в Европейский парламент (четвёртое место после Партии независимости Великобритании). Результаты европейских выборов 2009 года были схожими: партия набрала 28 % голосов на выборах в окружные советы и всего 13,7 % на европейских, несмотря на то, что выборы проходили в один день. В 2014 году либдемы на евровыборах и вовсе провалились, потеряв десять мест и сохранив лишь одного депутата Европарламента. Наилучших результатов на европейских выборах партия достигла в 2019 году, проведя кампанию на платформе «Остаться в ЕС» с лозунгом «Brexit чушь», что позволило её набрать 19,6 % голосов и завоевать 16 мест.
В Европейском парламенте с 2004 по 2019 год партия входила во фракцию Альянс либералов и демократов за Европу (ALDE), которая выступала за дальнейшее укрепление европейской интеграции. Лидером группы в течение семи с половиной лет был депутат Европарламента от Юго-Западной Англии Грэм Уотсон, первый либдем, избранный в Европейский парламент. После европейских выборов 2019 года либеральные демократы присоединились к группе «Обновляя Европу», преемнице группы ALDE.
| Год  | Лидер          | Результаты | Результаты | Места    | Места | Позиция |
| Год  | Лидер          | Голоса     | %          | Места    | ±     | Позиция |
| ---- | -------------- | ---------- | ---------- | -------- | ----- | ------- |
| 1989 | Пэдди Эшдаун   | 944 861    | 5,9        | 0 из 81  | ▬     | ▼ 4-е   |
| 1994 | Пэдди Эшдаун   | 2 591 659  | 16,1       | 2 из 81  | ▲ 2   | ▲ 3-е   |
| 1999 | Пэдди Эшдаун   | 1 266 549  | 11,9       | 10 из 81 | ▲ 8   | ▬ 3-е   |
| 2004 | Чарльз Кеннеди | 2 452 327  | 14,4       | 12 из 78 | ▲ 2   | ▼ 4-е   |
| 2009 | Ник Клегг      | 2 080 613  | 13,3       | 11 из 72 | ▼ 1   | ▬ 4-е   |
| 2014 | Ник Клегг      | 1 087 633  | 6,6        | 1 из 73  | ▼ 10  | ▼ 6-е   |
| 2019 | Винс Кейбл     | 3 367 284  | 19,6       | 16 из 73 | ▲ 15  | ▲ 2-е   |

## Лидеры партии
- 3 марта — 16 июля 1988 — Дэвид Стил от либералов и Роберт Макленнан от социал-демократов (совместно исполняли обязанности лидера новой партии)
- 16 июля 1988 — 9 августа 1999 — Пэдди Эшдаун
- 9 августа 1999 — 7 января 2006 — Чарльз Питер Кеннеди
- 2 марта 2006 — 15 октября 2007 — Мензис Кэмпбелл (и.о. с 7 января по 2 марта 2006)
  - 15 октября 2007 — 18 декабря 2007 — Винс Кейбл (и.о.)
- 18 декабря 2007 — 16 июля 2015 — Ник Клегг
- 16 июля 2015 — 20 июля 2017 — Тим Фаррон[83]
- 20 июля 2017 — 22 июля 2019 — Винс Кейбл
- 22 июля — 13 декабря 2019 — Джо Суинсон
  - 13 декабря — 31 декабря 2019 — Эд Дейви и Сал Бринтон[англ.] (и. о.)[84]
  - 1 января — 27 августа 2020 — Эд Дейви и Марк Пэк[англ.] (и. о.)[85]
- 27 августа 2020 — н. в. — Эд Дейви

## Партийные манифесты
- Выборы 1992 года — Changing Britain for Good (в переводе с англ. — «Изменим Британию к лучшему»)[86]
- Выборы 1997 года — Make the Difference (в переводе с англ. — «Сделаем иначе»)[87]
- Выборы 2001 года — Freedom, Justice, Honesty (в переводе с англ. — «Свобода, правосудие, честность»)[88]
- Выборы 2005 года — The Real Alternative (в переводе с англ. — «Реальная альтернатива»)[89]
- Выборы 2010 года — Change That Works for You (в переводе с англ. — «Изменения, которые вам подойдут»)[27]
- Выборы 2015 года — Stronger Economy. Fairer Society. Opportunity for Everyone (в переводе с англ. — «Сильнее экономика. Справедливее общество. Возможность для каждого»)[90]
- Выборы 2017 года — Change Britain's Future (в переводе с англ. — «Изменим будущее Британии»)[91]
- Выборы 2019 года — Stop Brexit, Build a Brighter Future (в переводе с англ. — «Остановим Brexit, построим светлое будущее»)[92]
- Выборы 2024 года — For a Fair Deal (в переводе с англ. — «За честный курс»)[93]